# Nuoto ai campionati europei di nuoto 2024 - 400 metri stile libero femminili
La gara degli 400 metri stile libero femminili dei campionati europei di nuoto 2024 si è svolta il 23 giugno 2024 presso il Centro Sportivo Milan Gale Muškatirović di Belgrado.

## Podio
| Pos.    | Atleta            | Nazione    |
| ------- | ----------------- | ---------- |
| Oro     | Ajna Késely       | Ungheria   |
| Argento | Barbora Seemanová | Rep. Ceca  |
| Bronzo  | Francisca Martins | Portogallo |

## Record
Prima della manifestazione il record del mondo (RM) e il record dei campionati (RC) erano i seguenti.
|  | 3'55"38 | Ariarne Titmus      | 23 luglio 2023 Fukuoka  |
|  | 3'59"15 | Federica Pellegrini | 26 luglio 2009 Roma     |
|  | 4'01"53 | Federica Pellegrini | 24 marzo 2008 Eindhoven |

Durante la competizione non sono stati migliorati record.

## Programma
| Data           | Ora   | Turno    |
| -------------- | ----- | -------- |
| 23 giugno 2024 | 9:30  | Batterie |
| 23 giugno 2024 | 19:14 | Finale   |

## Risultati

### Batterie
| Pos. | Batteria | Corsia | Atleta                       | Nazionalità          | Tempo       | Note |
| ---- | -------- | ------ | ---------------------------- | -------------------- | ----------- | ---- |
| 1    | 2        | 5      | Francisca Martins            | Portogallo           | 4'14"77     | Q    |
| 2    | 2        | 4      | Ajna Késely                  | Ungheria             | 4'14"93     | Q    |
| 3    | 2        | 6      | Deniz Ertan                  | Turchia              | 4'15"50     | Q    |
| 4    | 3        | 6      | Maya Werner                  | Germania             | 4'15"74     | Q    |
| 5    | 2        | 2      | Fleur Lewis                  | Gran Bretagna        | 4'16"49     | Q    |
| 6    | 3        | 4      | Barbora Seemanová            | Rep. Ceca            | 4'16"55     | Q    |
| 7    | 2        | 8      | Iman Avdić                   | Bosnia ed Erzegovina | 4'17"12     | Q    |
| 8    | 3        | 9      | Vanna Djakovic               | Svizzera             | 4'17"46     | Q    |
| 9    | 3        | 2      | Daria Golovaty               | Israele              | 4'18"02     |      |
| 10   | 3        | 3      | Leonie Kullmann              | Germania             | 4'18"53     |      |
| 11   | 2        | 7      | Wiktoria Guść                | Polonia              | 4'18"78     |      |
| 12   | 3        | 1      | Camille Henveaux             | Belgio               | 4'18"93     |      |
| 13   | 2        | 3      | Merve Tuncel                 | Turchia              | 4'19"43     |      |
| 14   | 3        | 7      | Nóra Flück                   | Ungheria             | 4'19"65     |      |
| 15   | 3        | 8      | Johanna Enkner               | Austria              | 4'20"36     |      |
| 16   | 2        | 1      | Katja Fain                   | Slovenia             | 4'20"71     |      |
| 17   | 2        | 0      | Lena Opatril                 | Austria              | 4'21"23     |      |
| 18   | 1        | 2      | Giulia Viacava               | Serbia               | 4'24"33     |      |
| 19   | 3        | 0      | Leonie-Sarah Tenzer          | Finlandia            | 4'25"40     |      |
| 20   | 1        | 1      | Olivia Ana Šprláková-Zmorová | Slovacchia           | 4'26"29     |      |
| 21   | 1        | 8      | Sara Jankovikj               | Macedonia del Nord   | 4'28"28     |      |
| 22   | 1        | 6      | Laura Benková                | Slovacchia           | 4'29"56     |      |
| 23   | 1        | 7      | Katarina Ćorović             | Serbia               | 4'34"11     |      |
| 24   | 1        | 0      | Jana Milkovska               | Macedonia del Nord   | 4'35"78     |      |
| 25   | 1        | 9      | Vivian Xhemollari            | Albania              | 4'41"53     |      |
| DNS  | 1        | 3      | Ada Hakkarainen              | Finlandia            | Non partita |      |
| DNS  | 1        | 4      | Louna Kasvio                 | Finlandia            | Non partita |      |
| DNS  | 1        | 5      | Laura Lahtinen               | Finlandia            | Non partita |      |
| DNS  | 2        | 9      | Gizem Güvenç                 | Turchia              | Non partita |      |
| DNS  | 3        | 5      | Boglárka Kapás               | Ungheria             | Non partita |      |

### Finale
| Pos.    | Corsia | Atleta            | Nazionalità          | Tempo   | Note |
| ------- | ------ | ----------------- | -------------------- | ------- | ---- |
| Oro     | 5      | Ajna Késely       | Ungheria             | 4'06"56 |      |
| Argento | 7      | Barbora Seemanová | Rep. Ceca            | 4'06"72 |      |
| Bronzo  | 4      | Francisca Martins | Portogallo           | 4'10"94 |      |
| 4       | 2      | Fleur Lewis       | Gran Bretagna        | 4'13"16 |      |
| 5       | 6      | Maya Werner       | Germania             | 4'14"24 |      |
| 6       | 8      | Vanna Djakovic    | Svizzera             | 4'15"32 |      |
| 7       | 3      | Deniz Ertan       | Turchia              | 4'17"92 |      |
| 8       | 1      | Iman Avdić        | Bosnia ed Erzegovina | 4'21"95 |      |